# دهستان درآبسر
دهستان درآبسر، یکی از دهستان‌های بخش گوهران شهرستان بشاگرد در استان هرمزگان ایران است. مرکز این دهستان، روستای خمینی‌شهر است.

## جمعیت
بر پایه سرشماری عمومی نفوس و مسکن در سال ۱۳۹۵، جمعیت دهستان درآبسر برابر با ۵٬۰۱۱ نفر بوده‌است.